# .ge
A .ge Grúzia internetes legfelső szintű tartomány kódja, melyet 1992-ben hoztak létre.